# Micrathyria iheringi
Micrathyria iheringi – gatunek ważki z rodziny ważkowatych (Libellulidae). Występuje na terenie Ameryki Południowej.